# Over My Skin
"Over My Skin" é uma canção gravada pela cantora americana Tiffany Young. Foi lançado em 28 de junho de 2018 pela Paradigm Talent Agency como single digital.
Este é o seu primeiro single sob a Paradigm Talent Agency desde a sua partida do SM Entertainment no final de 2017.

## Antecedentes e lançamento
Tiffany deixou SM Entertainment em outubro de 2017, após 10 anos como parte do grupo Girls' Generation. Afirmou-se que sua participação em futuras atividades do grupo será discutida.
A música foi lançada em 28 de junho de 2018, através de vários portais de música, incluindo o iTunes.

## Composição
A canção foi escrita por Tiffany Young, Kev Nish e Rachel West. Foi produzido pelo Far East Movement e Khwezi. "Over My Skin" foi descrito como uma "faixa pop inspirada nos anos 90" com tendências de latão e R&B. Liricamente a música fala sobre confiança, sensualidade e empoderamento feminino.

## Video musical
No dia do lançamento, a Billboard informou que um videoclipe estava em andamento, sem maiores detalhes.